# Isola L'dinka (Kraj di Krasnojarsk)
L'isola L'dinka (in russo остров Льдинка, ostrov L'dinka; in italiano "ghiacciolo") è un'isola russa che fa parte dell'arcipelago di Severnaja Zemlja ed è bagnata dal mare di Laptev.
Amministrativamente fa parte del Tajmyrskij rajon del Territorio di Krasnojarsk, nel Distretto Federale Siberiano.

## Geografia
L'isola si trova nella parte settentrionale dell'arcipelago, a est della punta nord di Komsomolets, all'ingresso di una piccola baia. L'dinka è piatta e rotonda, con un diametro di 600 m ed è circondata da banchi di sabbia che la collegano all'isola di Komsomolets.